# Reseda migiurtinorum
Reseda migiurtinorum är en resedaväxtart som beskrevs av Emilio Chiovenda. Reseda migiurtinorum ingår i släktet resedor, och familjen resedaväxter. Inga underarter finns listade i Catalogue of Life.